# مايكولا ليونتوفيش
مايكولا ليونتوفيش (بالإنجليزية : Mykola Dmytrovych Leontovych - بالأوكرانية : Микола Дмитрович Леонтович )؛ في بعض الأحيان تنطق Leontovich ؛ ولد في 13 ديسمبر ديسمبر 1877 بمنطقة بودوليا , الإمبراطورية الروسية سابقا- أوكرانيا حاليا , و توفي في 23 يناير 1921.

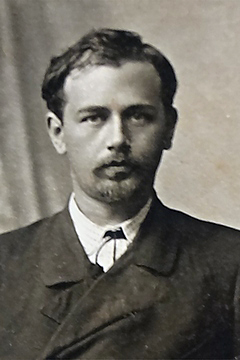
صورة ل"مايكولا ليونتوفيش"

كان مؤلفًا أوكرانيًا ، وموصل كورالي "choral conductor" ، ومعلم ذو شهرة دولية. استلهمت موسيقاه من ميكولا ليسينكو والمدرسة الوطنية الأوكرانية للموسيقى. تخصص Leontovych في الموسيقى الكورالية cappella ، بدءا من المؤلفات الأصلية ، إلى موسيقى الكنيسة ، لوضع ترتيبات الموسيقى الشعبية.

## وصلات خارجية
- مايكولا ليونتوفيش على موقع الموسوعة البريطانية (الإنجليزية)
- مايكولا ليونتوفيش على موقع ميوزك برينز (الإنجليزية)
- مايكولا ليونتوفيش على موقع أول ميوزيك (الإنجليزية)
- مايكولا ليونتوفيش على موقع ديسكوغز (الإنجليزية)
- مايكولا ليونتوفيش على موقع ديسكوغز (الإنجليزية)
- مايكولا ليونتوفيش على موقع ديسكوغز (الإنجليزية)